# Kees Ruiter
Cornelis Wilhelmus Ruiter (8 oktober 1943) is een Nederlands voormalig voetballer die als verdediger voor AFC Ajax en De Volewijckers speelde.

## Carrière
Kees Ruiter speelde in de jeugd van AFC Ajax, waar hij in 1963 een contract kreeg aangeboden. Van 1963 tot 1965 was hij reserve bij het eerste elftal. Hij debuteerde in het betaald voetbal op 22 december 1963, in de met 2-2 gelijkgespeelde thuiswedstrijd tegen NAC. Hij speelde in twee seizoenen negentien wedstrijden voor hij door Ajax op de transferlijst geplaatst werd. Hij vertrok met teamgenoten Arie van Dijk en Tonny Fens naar stadgenoot De Volewijckers, wat in de Eerste divisie uitkwam. Na een seizoen werd hij op de transferlijst geplaatst.

### Statistieken
| Seizoen        | Club            | Land           | Competitie     | Competitie | Competitie | Beker | Beker | Internationaal | Internationaal | Totaal | Totaal |
| Seizoen        | Club            | Land           | Competitie     | Wed.       | Dlp.       | Wed.  | Dlp.  | Wed.           | Dlp.           | Wed.   | Dlp.   |
| -------------- | --------------- | -------------- | -------------- | ---------- | ---------- | ----- | ----- | -------------- | -------------- | ------ | ------ |
| 1963/64        | AFC Ajax        | Nederland      | Eredivisie     | 7          | 0          | 0     | 0     | 0              | 0              | 7      | 0      |
| 1964/65        | AFC Ajax        | Nederland      | Eredivisie     | 12         | 0          | 0     | 0     | –              | –              | 12     | 0      |
| 1965/66        | De Volewijckers | Nederland      | Eerste divisie | 7          | 0          | 2     | 0     | –              | –              | 9      | 0      |
| Carrièretotaal | Carrièretotaal  | Carrièretotaal | Carrièretotaal | 26         | 0          | 2     | 0     | –              | –              | 28     | 0      |